# Haliclona
|  | Dieser Artikel wurde aufgrund von formalen oder inhaltlichen Mängeln in der Qualitätssicherung Biologie zur Verbesserung eingetragen. Dies geschieht, um die Qualität der Biologie-Artikel auf ein akzeptables Niveau zu bringen. Bitte hilf mit, diesen Artikel zu verbessern! Artikel, die nicht signifikant verbessert werden, können gegebenenfalls gelöscht werden. Lies dazu auch die näheren Informationen in den Mindestanforderungen an Biologie-Artikel. |

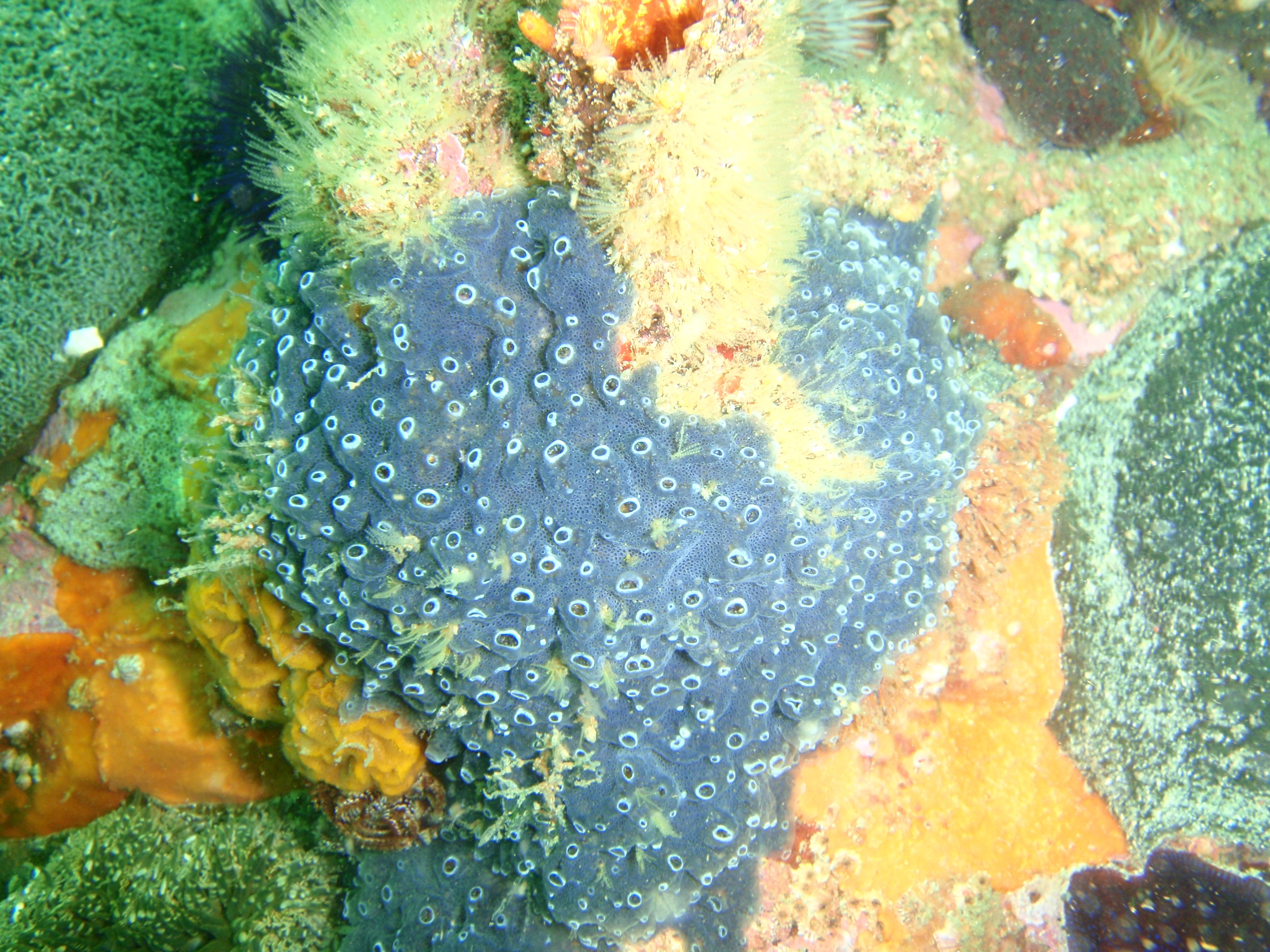
Haliclona stilensis aus der Untergattung Haliclona (Haliclona)

Haliclona ist eine Gattung innerhalb der Klasse der Hornkieselschwämme (Demospongiae). Die Schwämme der Gattung Haliclona werden zur Familie der Chalinidae. Die bisher wissenschaftlich beschriebenen 457 Spezies leben ausschließlich im Meer und sind weder in Brackwasser noch in Süßwasser anzutreffen.

## Merkmale
Die Gattung Haliclona umfasst Hornkieselschwämme von unterschiedlicher Morphologie und Konsistenz. Darunter sind aufrecht stehende, röhrenförmige oder verzweigte Erscheinungsformen mit weicher oder brüchiger, harter oder elastischer Beschaffenheit.
Das innere (choanosomale, die Choanocyten enthaltende) Skelett (Choanoderm) der Untergattung Haliclona (Haliclona) ist durch regelmäßige, leiterförmige Strukturen aufgebaut. Die kurzen, recht robusten Schwammnadeln (Sklerite) sind spindel- oder nadelförmig. Spongin ist mäßig bis reichlich vorhanden.
Haliclona (Halichoclona) sind meist etwas brüchig und spröde und wenig zusammendrückbar. Spongin ist nur spärlich an der Verbindung der Schwammnadeln vorhanden oder fehlt ganz. Die größeren Nadeln (Megascleren) sind gewöhnlich länglich oder speerförmig mit spitzen Enden (oxea), die kleineren Nadeln (Microscleren) sind, falls vorhanden, spitze Stäbchen (microxeas) oder sigmaförmig (etwas C förmig).
Die Schwammnadeln der Untergattung Haliclona (Flagellia) sind stäbchenförmig mit spitzen Enden (oxea), asymmetrisch sigmaförmig fädig (von van Soest als flagellosigmas bezeichnet) oder symmetrisch sigmaförmig. Das Skelettnetz ist locker aufgebaut, zusammengehalten durch unterschiedliche Mengen Spongin.
Die Haliclona (Reniera)-Arten sind gewöhnlich weich und zerbrechlich. Das innere (choanosomale) Skelett ist ein filigranes, regelmäßiges Netz aus einzelnen (unispicular) Nadeln. Falls vorhanden, ist das äußere (ectosomale) Skelett ebenfalls ein regelmäßiges Netz aus einzelnen Nadeln. Spongin ist an den Verbindungen der Nadeln immer vorhanden, aber nie in großen Mengen.

## Verbreitung
Die Untergattung Haliclona (Flagellia) ist in allen Weltmeeren weit verbreitet, beschränkt sich aber bisher (zum Zeitpunkt der Erstbeschreibung 2017) auf Küstengewässer, den Schelfbereich und obere bathyale Gewässer.

## Lebensweise
Alle Arten leben aquatisch und als ausgewachsene Tiere sessil. Sie ernähren sich als Filtrierer, indem sie winzige Partikel und Schwebstoffe aus dem Wasser filtern.

## Innere Systematik
Innerhalb der Haliclona werden sieben Untergattungen (mit insgesamt 254 Arten) beschrieben sowie 203 weitere Arten:
- Haliclona (Flagellia) Van Soest, 2017, 11 Arten[6]
- Haliclona (Gellius) Gray, 1867, 78 Arten[7]
- Haliclona (Halichoclona) de Laubenfels, 1932, 32 Arten[8]
- Haliclona (Haliclona) Grant, 1836, 36 Arten[9] (darunter Haliclona stilensis)
- Haliclona (Reniera) Schmidt, 1862, 48 Arten[10]
- Haliclona (Rhizoniera) Griessinger, 1971, 22 Arten[11]
- Haliclona (Soestella) De Weerdt, 2000, 27 Arten[12]

## Arten, Auswahl
- Haliclona stilensis

## Weitere Bilder

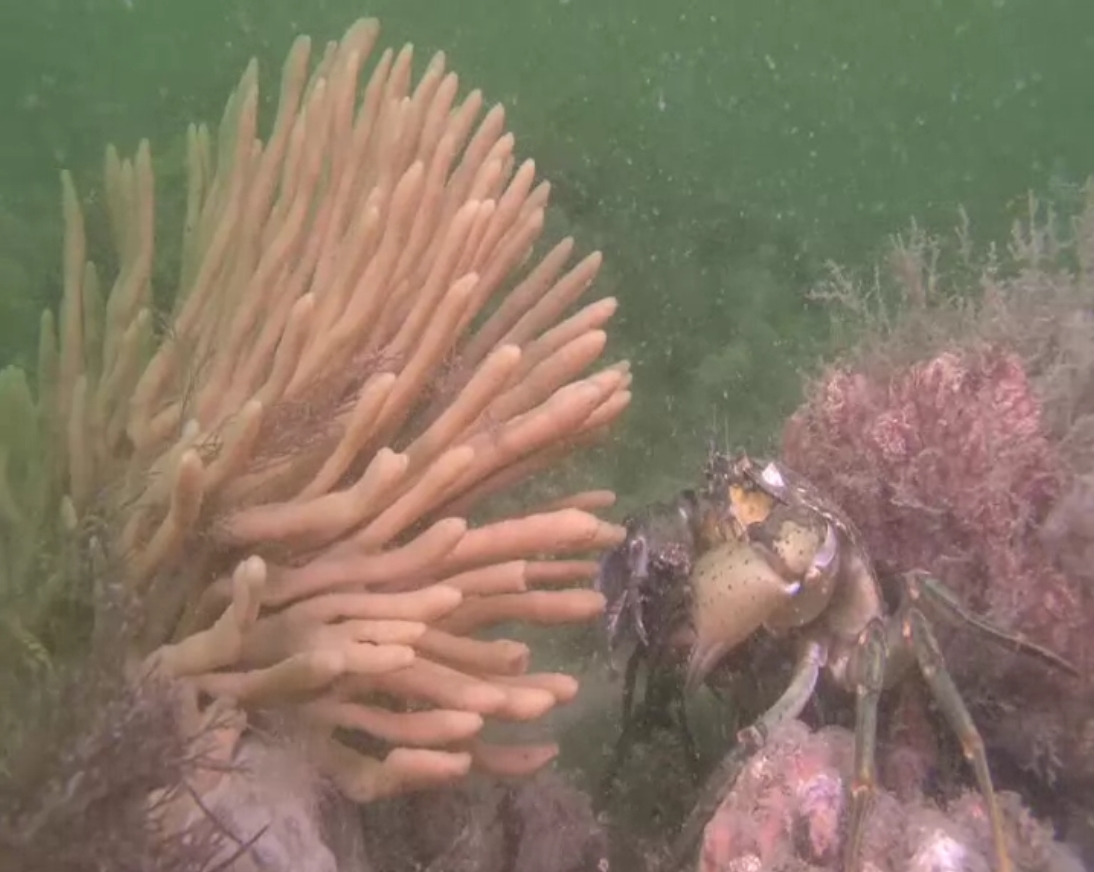
Ein Geweihschwamm Haliclona (Haliclona) oculata vor der Küste der Niederlande
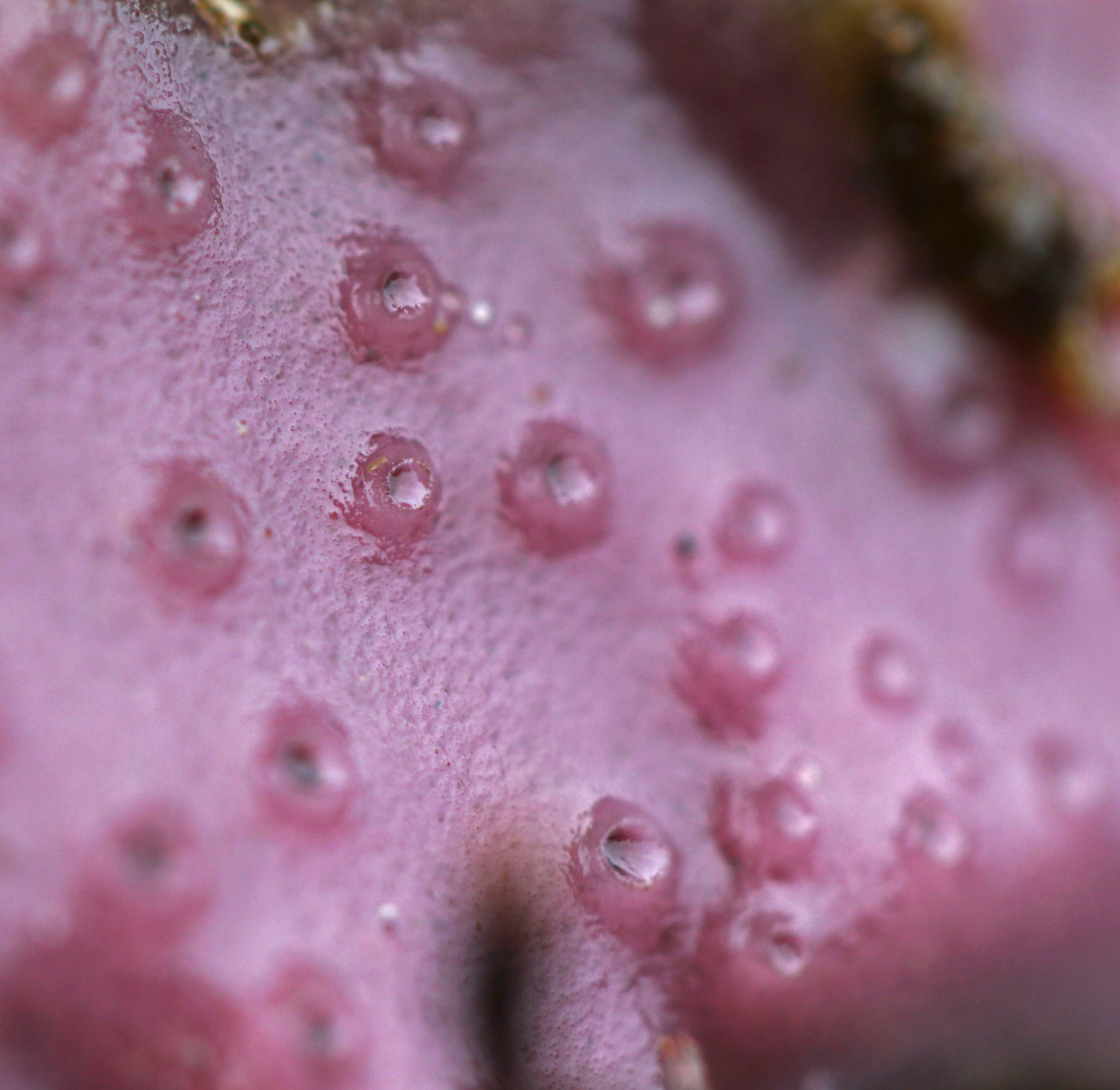
Oberfläche und Poren eines Lila-Krustenschwamms Haliclona permollis
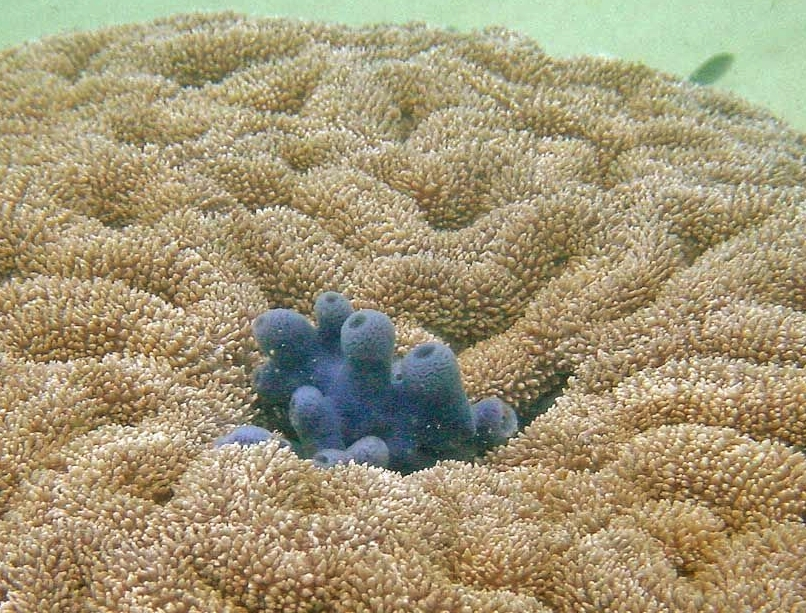
Haliclona caerulea mit Steinkorallen vor Koh Phangan, Thailand
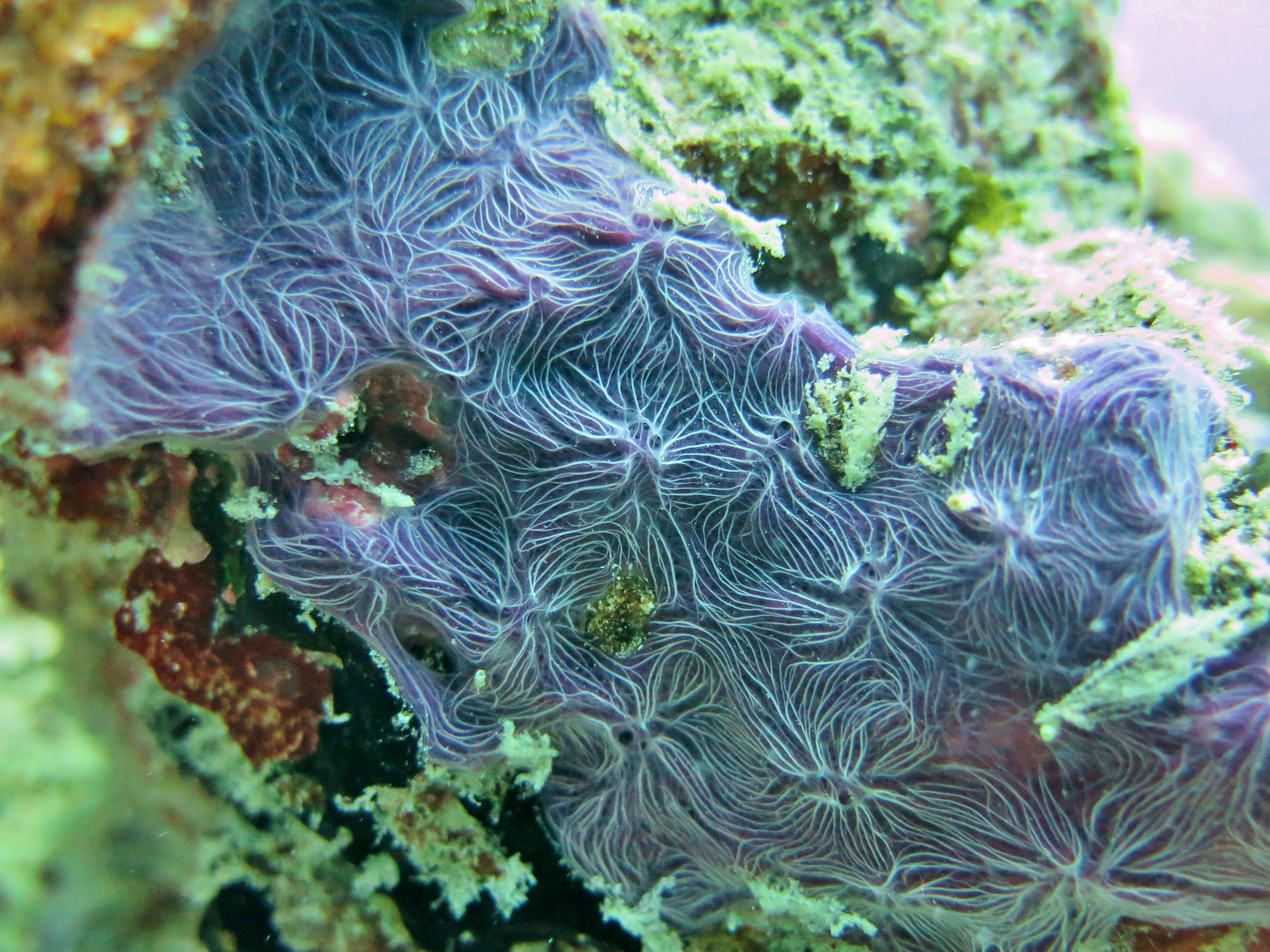
Nahaufnahme eines Haliclona nematifera vor den Malediven
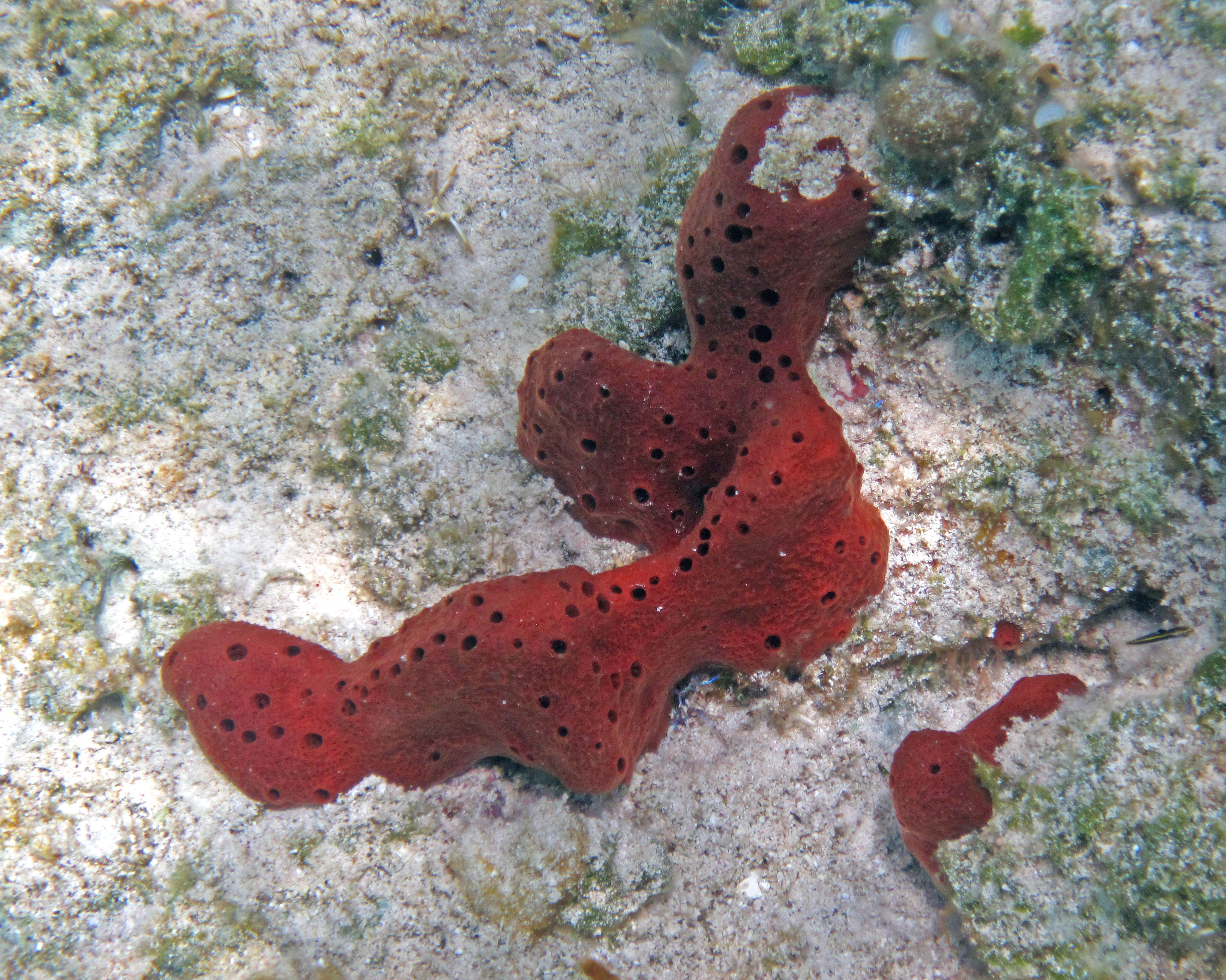
Haliclona rubens der Insel San Salvador, Bahamas

## Erforschung und Nutzung
Um die Auswirkungen des Klimawandels auf die Lebensbedingungen in Korallenriffen zu erforschen, werden die Bedingungen im Riff an der Universität Gießen in großen Meerwasserbecken simuliert. Neben 30 Arten von Steinkorallen sind auch Schwämme aus der Gattung Haliclona Teil des künstlichen Ökosystems.
Einige Halicolaarten werden in der Meerwasseraquaristik eingesetzt, wobei sie in öffentlichen und privaten Aquarien anzutreffen sind. Anders als in der Natur kommt es in Aquarienhaltung öfters zu Bedingungen (u. a. Wassertemperatur und -qualität, Lichtverhältnisse), die zu einem Ungleichgewicht der in Symbiose mit den Schwämmen lebenden Mikroorganismen und Bakterien führen können. In ungünstigen Fällen führt dies zunächst zu Verfärbungen und dann zum Tod der Tiere.